# 岩沼海浜緑地
岩沼海浜緑地（いわぬまかいひんりょくち）は、宮城県岩沼市下野郷（北ブロック）と岩沼市押分（南ブロック）に位置する県立都市公園。仙台湾海浜の恵まれた自然環境を活用し、健全なレクリェーション活動の場として、宮城県によって整備された広域公園である。面積は30.1ヘクタール。
北ブロックと南ブロックは約3km離れており、独立したエリアで園内からは行き来することができない。
毎週火曜日（祝日の場合は翌日）と12月29日から翌年1月3日までが休園日。
平成23年3月11日午後2時46分発生の東日本大震災による大津波（午後3時56分襲来)で北、南ブロックともに全施設が
壊滅的被害を受けて休園中。
平成25年1月29日に宮城県立都市公園の災害復旧工事第1号を祈念し、着工式が行われた。

## 施設
- 北ブロック
  - 岩沼海浜緑地野球場（両翼91m、中堅120m、スコアボード手書き式）
  - 多目的広場（軟式野球2面、サッカー1面、フットサル2面が可能）
  - テニスコート 10面
  - 展望台
  - 駐車場273台+大型用6台
  - 子供用遊具

- 南ブロック
  - バーベキュー広場
  - 炊事棟
  - 大型コンビネーション遊具
  - 駐車場208台+大型用8台